# Strahwalde
Strahwalde is een ortsteil van de stad Herrnhut in de Duitse deelstaat Saksen. Tot 1 januari 2010 was Strahwalde een zelfstandige gemeente in de Landkreis Görlitz.

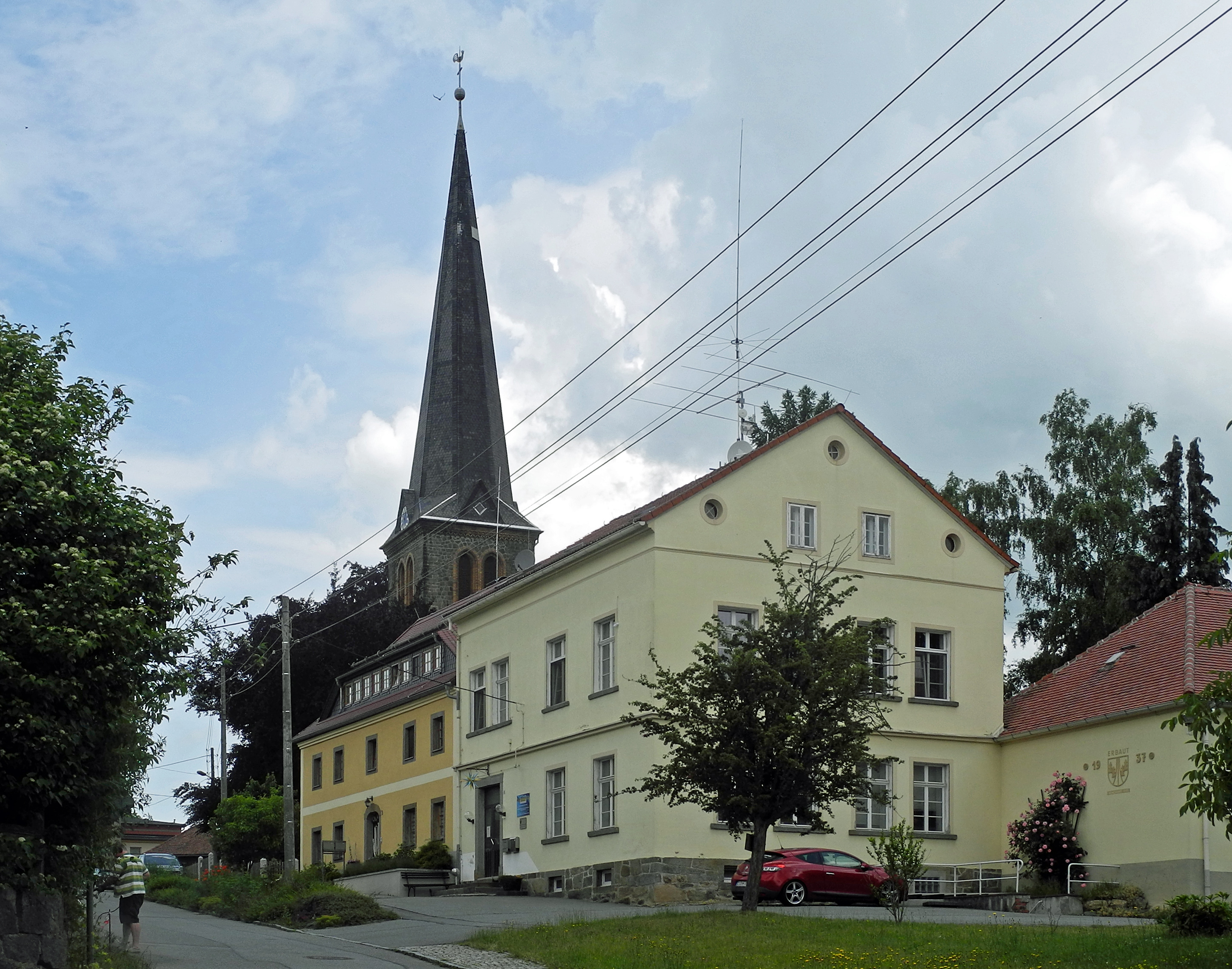
De Niedere Dorfstraße in de plaats